# Trixagus latior
Trixagus latior is een keversoort uit de familie dwergkniptorren (Throscidae). De wetenschappelijke naam van de soort werd in 1908 gepubliceerd door Maurice Pic.